# Herrdubbel i badminton vid olympiska sommarspelen 2000
Herrdubbeln i badminton vid olympiska sommarspelen 2000 i Sydney. 

## Medaljtabell
| Klass          | Guld                                  | Silver                              | Brons                              |
| Dubbel, herrar | Indonesien Tony Gunawan Candra Wijaya | Sydkorea Lee Dong-soo Yoo Yong-sung | Sydkorea Ha Tae-kwon Kim Dong-moon |

## Omgång 1
| Första rundan Datum: lördagen 16 september 2000 | Första rundan Datum: lördagen 16 september 2000 | Första rundan Datum: lördagen 16 september 2000 |
| Vinnare                                         | Poäng                                           | Förlorare                                       |
| ----------------------------------------------- | ----------------------------------------------- | ----------------------------------------------- |
| Tony Gunawan & Candra Wijaya (INA)              | ()                                              | Bye                                             |
| Jim Laugesen & Michael Søgaard (DEN)            | ()                                              | Bye                                             |
| Simon Archer & Nathan Robertson (GBR)           | ()                                              | Bye                                             |
| Michał Łogosz & Robert Mateusiak (POL)          | (15-5, 16-17, 15-6)                             | David Bamford & Peter Blackburn (AUS)           |
| Ha Tae-kwon & Kim Dong-moon (KOR)               | ()                                              | Bye                                             |
| Cheah Soon Kit & Yap Kim Hock (MAS)             | (4-15, 17-16, 15-10)                            | Chen Qiqiu & Yu Jinhao (CHN)                    |
| Ricky Subagja & Rexy Mainaky (INA)              | ()                                              | Bye                                             |
| Martin Lundgaard & Lars Paaske (DEN)            | (15-6, 15-6)                                    | Mikhail Popov & Svetoslav Stoyanov (BUL)        |
| Tesana Panvisvas & Pramote Teerawiwatana (THA)  | (15-11, 15-7)                                   | Dennis Lens & Quinten van Dalm (NED)            |
| Choong Tan Fook & Lee Wan Wah (MAS)             | ()                                              | Bye                                             |
| Peter Axelsson & Pär-Gunnar Jönsson (SWE)       | (15-7, 17-15)                                   | Michael Helber & Björn Siegemund (GER)          |
| Eng Hian & Flandy Limpele (INA)                 | ()                                              | Bye                                             |
| Bryan Moody & Brent Olynyk (CAN)                | (default)                                       | Zhang Jun & Zhang Wei (CHN)                     |
| Jens Eriksen & Jesper Larsen (DEN)              | ()                                              | Bye                                             |
| Peter Knowles & Julian Robertson (GBR)          | (15-6, 15-10)                                   | Edouard Clarisse & Denis Constantin (MAS)       |
| Lee Dong-soo & Yoo Yong-sung (KOR)              | ()                                              | Bye                                             |

## Åttondelsfinaler
| Åttondelsfinaler Datum: söndagen 17 september 2000 | Åttondelsfinaler Datum: söndagen 17 september 2000 | Åttondelsfinaler Datum: söndagen 17 september 2000 |
| Vinnare                                            | Poäng                                              | Förlorare                                          |
| -------------------------------------------------- | -------------------------------------------------- | -------------------------------------------------- |
| Tony Gunawan & Candra Wijaya (INA)                 | (15-9, 15-7)                                       | Jim Laugesen & Michael Søgaard (DEN)               |
| Simon Archer & Nathan Robertson (GBR)              | (15-1, 15-10)                                      | Michał Łogosz & Robert Mateusiak (POL)             |
| Ha Tae-Kwon & Kim Dong-Moon (KOR)                  | (15-5, 15-3)                                       | Cheah Soon Kit & Yap Kim Hock (MAS)                |
| Ricky Subagja & Rexy Mainaky (INA)                 | (15-9, 13-15, 15-7)                                | Martin Lundgaard & Lars Paaske (DEN)               |
| Choong Tan Fook & Lee Wan Wah (MAS)                | (11-15, 17-15, 15-9)                               | Tesana Panvisvas & Pramote Teerawiwatana (THA)     |
| Eng Hian & Flandy Limpele (INA)                    | (15-12, 15-11)                                     | Peter Axelsson & Pär-Gunnar Jönsson (SWE)          |
| Jens Eriksen & Jesper Larsen (DEN)                 | (15-2, 15-1)                                       | Bryan Moody & Brent Olynyk (CAN)                   |
| Lee Dong-soo & Yoo Yong-sung (KOR)                 | (15-4, 15-8)                                       | Peter Knowles & Julian Robertson (GBR)             |

## Kvartsfinaler
| Kvartsfinaler Datum: måndagen 18 september 2000 | Kvartsfinaler Datum: måndagen 18 september 2000 | Kvartsfinaler Datum: måndagen 18 september 2000 |
| Vinnare                                         | Poäng                                           | Förlorare                                       |
| ----------------------------------------------- | ----------------------------------------------- | ----------------------------------------------- |
| Tony Gunawan & Candra Wijaya (INA)              | (15-13, 15-11)                                  | Simon Archer & Nathan Robertson (GBR)           |
| Ha Tae-Kwon & Kim Dong-Moon (KOR)               | (15-5, 15-9)                                    | Ricky Subagja & Rexy Mainaky (INA)              |
| Choong Tan Fook & Lee Wan Wah (MAS)             | (15-10, 15-9)                                   | Eng Hian & Flandy Limpele (INA)                 |
| Lee Dong-soo & Yoo Yong-sung (KOR)              | (15-12, 15-10)                                  | Jens Eriksen & Jesper Larsen (DEN)              |

## Semifinaler
| Semifinaler Datum: onsdagen 20 september 2000 | Semifinaler Datum: onsdagen 20 september 2000 | Semifinaler Datum: onsdagen 20 september 2000 |
| Vinnare                                       | Poäng                                         | Förlorare                                     |
| --------------------------------------------- | --------------------------------------------- | --------------------------------------------- |
| Tony Gunawan & Candra Wijaya (INA)            | (15-13, 15-10)                                | Ha Tae-Kwon & Kim Dong-Moon (KOR)             |
| Lee Dong-soo & Yoo Yong-sung (KOR)            | (15-12, 7-15, 15-4)                           | Choong Tan Fook & Lee Wan Wah (MAS)           |

## Bronsmatch
| Bronsmatch Datum: torsdagen 21 september 2000 | Bronsmatch Datum: torsdagen 21 september 2000 | Bronsmatch Datum: torsdagen 21 september 2000 |
| Vinnare                                       | Poäng                                         | Förlorare                                     |
| --------------------------------------------- | --------------------------------------------- | --------------------------------------------- |
| Ha Tae-Kwon & Kim Dong-Moon (KOR)             | (15-2, 15-8)                                  | Choong Tan Fook & Lee Wan Wah (MAS)           |

## Final
| Final Datum: torsdagen 21 september 2000 | Final Datum: torsdagen 21 september 2000 | Final Datum: torsdagen 21 september 2000 |
| Vinnare                                  | Poäng                                    | Förlorare                                |
| ---------------------------------------- | ---------------------------------------- | ---------------------------------------- |
| Tony Gunawan & Candra Wijaya (IND)       | (15-10, 9-15, 15-7)                      | Lee Dong-soo & Yoo Yong-sung (KOR)       |